# Gilbert Ballantine
Gilbert Ballantine (Paramaribo, 14 maart 1961) is een Surinaams-Nederlands voormalig  kickbokser. Zijn bijnaam luidde The Bull Terrier.

## Biografie
Ballantine begon op jonge leeftijd met judo, waarin hij de blauwe band behaalde. Hierna stapte hij over naar karate. Hij werd Nederlands en Europees kampioen full-contact karate. Ook beoefende hij pencak silat. Vervolgens zocht hij naar meer uitdaging en ontdekte uiteindelijk kickboksen en Muay Thai. Ballantine werd een leerling van Thom Harinck, een grondlegger van het kickboksen in het westen, en was een van de eerste topvechters van zijn befaamde vechtsportschool Chakuriki.
Ballantine was negenvoudig wereldkampioen en drievoudig Europees kampioen kick- en thaiboksen. In zijn carrière heeft hij tegenover veel hoog aangeschreven Europese en Aziatische tegenstanders gestaan. Hij heeft overwinningen vergaard op onder anderen Ramon Dekkers (2x), Sangtiennoi Sor.Rungroj en Michael Kuhr. Ook vocht hij in Bangkok tegen de Thaise kampioen Samart Payakaroon.
Na zijn kickbokscarrière heeft Ballantine ook deelgenomen aan mixed martial arts-wedstrijden en won drie Rings Dutch-titels.